# كوريو-سارام
كوريو سارام (الروسية: Корё-сарам) ، هم شعوب آسيوية يعيشيون في بلدان آسيا الوسطى التي كانت تخضع للاتحاد السوفيتي السابق، وهم خليط من العرق الكوري والعرق التركستاني.